# Y học sinh sản
Y học sinh sản, tiếng Anh là Reproductive medicine là một nhánh của y học liên quan đến các vấn đề phòng ngừa, chẩn đoán và quản lý sinh sản; mục tiêu bao gồm việc cải thiện, duy trì sức khỏe sinh sản cho mọi người, trong đó có trẻ em. Y học sinh sản ra đời dựa trên các kiến thức về sinh sản, giải phẫu học, sinh lý học, nội tiết và có sự kết hợp các khía cạnh liên quan của phân tử sinh học, hóa sinh và bệnh lý.

## Phạm vi
Y học sinh sản giải quyết các vấn đề về sức khỏe tình dục, tuổi dậy thì, kế hoạch hóa gia đình, kiểm soát sinh, vô sinh, bệnh qua đường sinh sản (bao gồm cả các bệnh lây truyền qua đường tình dục) và rối loạn chức năng tình dục . Ở phụ nữ, bao gồm chu kì kinh nguyệt, rụng trứng, mang thai và thời kỳ mãn kinh, cũng như các rối loạn phụ khoa có ảnh hưởng đến khả năng sinh sản. Ở nam giới, liên quan chủ yếu đến các vấn đề nội tiết sinh sản và vô sinh vấn tình dục.
Y học sinh sản ở mức độ nào đó cũng liên quan đến phụ khoa, sản khoa, tiết niệu, thuốc niệu-sinh dục, y tế nội tiết, nội tiết nhi khoa, di truyền học, và tâm thần học.

## Phương pháp
Phương pháp đánh giá bao gồm kỹ thuật hình ảnh, phương pháp xét nghiệm và phẫu thuật sinh sản.
Phương pháp điều trị bao gồm tư vấn, dược lý, phẫu thuật, và các phương pháp khác như thụ tinh trong ống nghiệm đã phát triển như một chính phương pháp điều trị.